# 傑克牌自行車
傑克牌自行車（Joker）成立於1972年，為台灣本地的自行車品牌，目前由傑可股份有限公司負責在台業務。在捷安特、美利達等品牌未有今日如此規模前，常可見於台灣的自行車店。目前仍可在較傳統店之自行車店見其蹤跡。

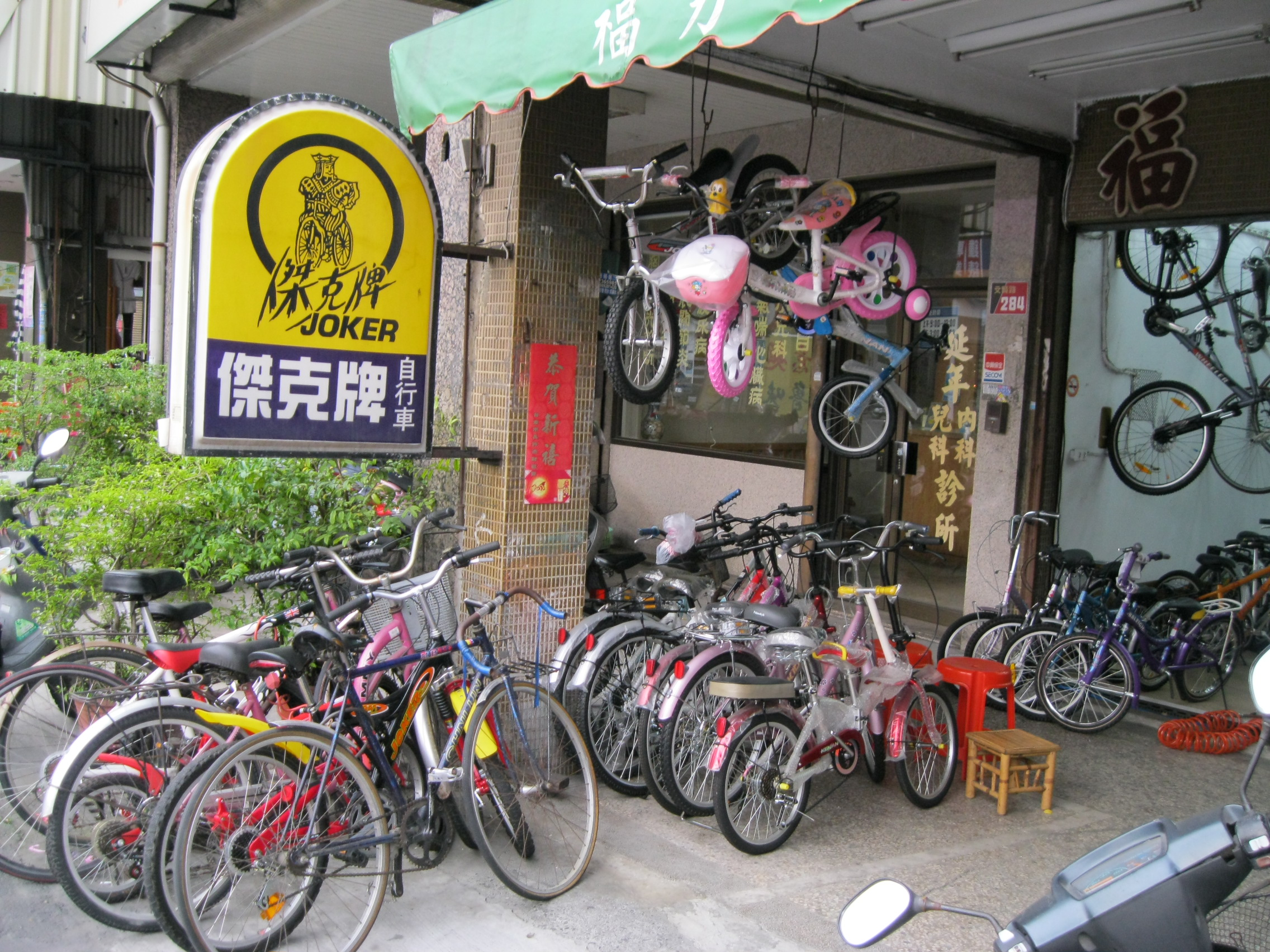
傑克牌自行車招牌

其商標為撲克牌的老K（國王）騎著一輛腳踏車。

## 外部連結
- 傑克牌自行車 （页面存档备份，存于）
- 傑克牌自行車的Facebook專頁